# نصف دولار نيو روشيل لذكرى 250 عام
نصف دولار الذكرى السنوية الـ 250 لمدينة نيو روشيل هو عملة تذكارية تم سكها من قبل مكتب سك العملة في الولايات المتحدة للاحتفال بالذكرى السنوية الـ 250 لتأسيس مدينة نيو روشيل في مقاطعة ويستتشستر نيويورك. صممت الفنانة جيرترود ك. لاثروب القطعة الفنية واختيرت بعد رفض عمل لوريلارد وايز من قبل لجنة الفنون الجميلة الفيدرالية (سي أف أيه). تصور العملة المعدنية عجلاً مسمناً على أحد وجهيها يقوده جون بيل الذي باع الأرض التي تقع عليها مدينة نيو روشيل الآن ويظهر الوجه الآخر زهرة الزنبق  وهي عنصر من عناصر ختم مدينة نيو روشيل ومدينة لا روشيل الفرنسية التي تحمل اسمها. يعود تاريخ القطعة إلى عام 1938 ولكن سكت في العام السابق. كانت قطعة نيو روشيل هي آخر قطعة تذكارية بتصميم جديد قامت دار سك العملة بإصدارها حتى عام 1946.
إدراكًا للعديد من الإصدارات التذكارية التي أقرها الكونجرس الأمريكي في منتصف ثلاثينيات القرن العشرين سعى أعضاء نادي مقاطعة ويستشستر للعملات المعدنية إلى الحصول على نصف دولار للاحتفال بالذكرى السنوية لمدينة نيو روشيل. وقد حصلوا على دعم أعضاء الكونجرس الذين نجحوا في تأمين إقرار التشريع الخاص بنصف الدولار خلال عام 1936. بعد رفض عمل وايز عين لاثروب بناءً على عملها في نصف دولار ميثاق ألباني (1936). قررت تصوير "العجل السمين" الذي كان من المقرر تقديمه سنويًا إلى بيل إذا طلب ذلك خشية أن تصادر أرض نيو روشيل وإعادتها إليه. وقد وافقت جمعية سي أف أيه على عملها وسكت العملات المعدنية في دار سك العملة في فيلادلفيا في عام 1937.
قامت لجنة العملات في مدينة نيو روشيل ببيع نصف الدولار مقابل 2 دولار محليًا وعن طريق الطلب بالبريد إلى جميع الولايات الـ 48 وعلى الصعيد الدولي خلال أواخر عام 1937 وأوائل عام 1938. وعندما تباطأت المبيعات أُعيدت 9,749 قطعة إلى دار السك من أجل استردادها وصهرها. لقد ارتفعت أسعارها وتبع الآن بمئات الدولارات. حظي عمل لاثروب بالثناء والنقد من قبل المعلقين على العملات.

## الخلفية
تأسست مدينة نيو روشيل نيويورك في مقاطعة ويستتشستر على يد الهوغونوتيين من لا روشيل في فرنسا في عام 1688. في العام التالي اشترى جاكوب ليسلر وكيلهم من جون بيل قطعة أرض تبلغ مساحتها نحو 6,000 أكر (2,400 ها) التي تقع عليها المدينة الآن. كان أحد شروط البيع هو أن يعطي ليسلر إلى بيل وورثته "عجلًا سمينًا واحدًا" في الرابع والعشرين من يونيو من كل عام بعد ذلك إذا طلب ذلك. في وقت لاحق امتلك المنظر السياسي البريطاني الأمريكي توماس باين أرضًا في نيو روشيل التي دمجت كقرية في عام 1858 وكمدينة في عام 1899. وهي الآن إحدى ضواحي مدينة نيويورك.
في عام 1936 شهدت سوق العملات التذكارية الأمريكية ارتفاعًا حادًا بسبب الإصدارات الجديدة ذات الكميات المنخفضة من العملات والتي كان الطلب عليها أكبر من العرض. حتى عام 1954 كانت الحكومة تبيع كامل سك هذه الإصدارات بالقيمة الاسمية لمجموعة مرخصة من قبل الكونجرس والتي حاولت بعد ذلك بيع العملات المعدنية لتحقيق ربح للجمهور. وبعد ذلك وصلت القطع الجديدة إلى السوق الثانوية وفي أوائل عام 1936 بيعت جميع القطع التذكارية السابقة بسعر أعلى من أسعار إصدارها. لقد جذبت الأرباح الواضحة السهلة التي يمكن تحقيقها من خلال شراء وحمل العملات التذكارية العديد من الأشخاص إلى هواية جمع العملات المعدنية حيث سعوا إلى شراء الإصدارات الجديدة. في عام 1936 أصدر الكونجرس عددًا كبيرًا من التذكارات ولم يقل عدد التذكارات التي أصدرت للمرة الأولى عن خمسة عشر. كانت إحدى العملات المعدنية التي اعتمادت وإصدرت في عام 1936 هي نصف دولار مركز سينسيناتي الموسيقي والتي كان يسيطر عليها ويستفيد منها توماس جي ميليش و أصدرت للاحتفال بذكرى غير موجودة. بناءً على طلب المجموعات المخولة بشرائها أنتجت العديد من نصف الدولارات التي سكت في السنوات السابقة مرة أخرى والتي يعود تاريخها إلى عام 1936 وكان من بينها نصف دولار أوريجون تريل التذكاري والذي سك لأول مرة في عام 1926.
بحلول أبريل/نيسان 1936 كان الكونجرس قد استجاب لهذه الممارسات من خلال إضافة الحماية إلى أوراق النقد التذكارية. وقد تضمنت هذه التغييرات شرطًا يقضي بسك جميع العملات المعدنية في دار سك واحدة بدلاً من سك العملات الثلاث كما كان الحال في الإصدارات السابقة (كان استخدام علامات دار السك سيجبر هواة جمع العملات على شراء ثلاث عملات متطابقة تقريبًا للحصول على مجموعة كاملة). كانت مثل هذه الأحكام موجودة في ورقة نصف الدولار في نيو روشيل ولم يكن من الممكن سكها إلا في دار سك واحدة وكان مطلوبًا أن تحمل جميع القطع تاريخ 1938 مع أن الترخيص حدث في عام 1936 وضرب العملات المعدنية في عام 1937. ستصدر بالقيمة الاسمية إلى لجنة لا يقل عدد أعضائها عن ثلاثة تعينهم من قبل رئيس بلدية نيو روشيل.
كانت القوة الدافعة وراء إصدار نيو روشيل هي نادي مقاطعة ويستشستر للعملات المعدنية بما في ذلك جامعو العملات جوليوس جوتاج (من جوتاج براذرز وهو تاجر عملات بارز في مدينة نيويورك) وبيت إم. سكيبتون الذين خططوا للإصدار لتجنب إساءة استخدام العملات التذكارية السابقة. نشأت هذه القضية في مناقشات بين أعضاء النادي الذين كانوا على علم بالعديد من التذكارات التي أصدرت في منتصف الثلاثينيات. كانت الفكرة جذابة لأن القطعة من شأنها أن تساعد في تمويل احتفالات الذكرى السنوية الـ 250 في نيو روشيل بدلاً من الاعتماد على دافعي الضرائب المتضررين من الكساد الكبير. في اجتماعه الذي عقده في نوفمبر 1935 عيّن نادي العملات سكيبتون كلجنة مكونة من رجل واحد لإجراء الاتصالات اللازمة للحصول على تصريح للإصدار.

## التشريع

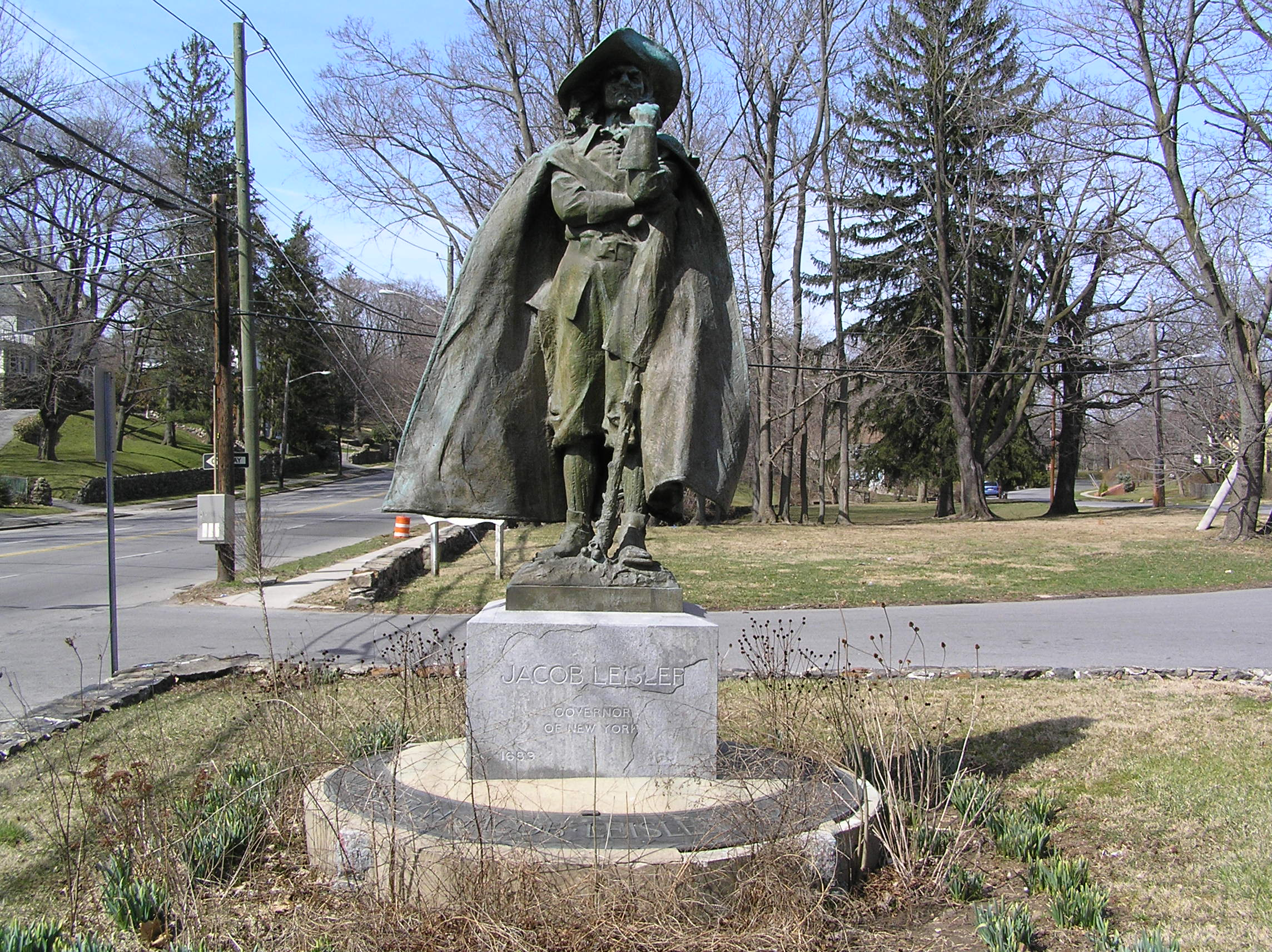
تمثال جاكوب ليسلر نيو روشيل نيويورك

قدمت مشاريع قوانين لنصف دولار نيو روشيل في كلا مجلسي الكونجرس في يناير 1936 في مجلس الشيوخ بواسطة رويال إس كوبلاند وفي مجلس النواب بواسطة تشارلز دي ميلارد وكلاهما من نيويورك. اتصل سكيبتون بالمشرعين اللذين وافقا على المساعدة مع أن السيناتور كوبلاند حذر قائلاً : " الرئيس متشدد للغاية في هذا الموضوع". وفي 17 فبراير 1936 أيدت لجنة سك العملات والأوزان والمقاييس مشروع قانون مجلس النواب واقترح تعديلات لزيادة عدد العملات المسموح بسكها من 20 ألفًا إلى 25 ألفًا وتشكيل لجنة لا يقل عدد أعضائها عن ثلاثة أشخاص لإصدار العملات نيابةً عن مدينة نيو روشيل. وقد اعتمد مجلس النواب التعديلات وأقر مشروع القانون دون مناقشة في 16 مارس 1936.
أحيل مشروع قانون مجلس الشيوخ إلى لجنة الخدمات المصرفية والعملة وكان واحدًا من عدة أوراق نقدية تذكارية من فئة نصف الدولار سيتم مناقشتها في 11 مارس 1936 من قبل لجنة فرعية بقيادة ألفا ب. آدامز من كولورادو. كان السيناتور آدامز قد سمع عن إساءة استخدام العملات التذكارية في منتصف ثلاثينيات القرن العشرين عندما زاد المصدرون عدد القطع اللازمة لمجموعة كاملة من خلال إصدارها بتواريخ وعلامات سك مختلفة ولم يضع التشريع الذي يجيز ذلك أي حظر على هذا. وشهد ليمان دبليو هوفكر وهو تاجر عملات من ولاية تكساس ومسؤول في الجمعية الأمريكية لعلم العملات وأخبر اللجنة الفرعية أن بعض الإصدارات مثل قطع أوريجون تريل صدرت على مدار سنوات بتواريخ وعلامات سك مختلفة. وقد قاموا بشراء إصدارات أخرى بالكامل من قبل تجار منفردين وبيع بعض الأصناف ذات الكميات المنخفضة من العملات التذكارية بأسعار مرتفعة. وقد أثارت الأصناف العديدة والأسعار المبالغ فيها لبعض الإصدارات الناتجة عن هذه الممارسات غضب هواة الجمع الذين حاولوا الحفاظ على مجموعاتهم الحالية.
ولم يتخذ مجلس الشيوخ أي إجراء آخر بشأن مشروع قانون كوبلاند ولكن في 26 مارس 1936أبلغ السيناتور آدامز مجلس الشيوخ بمشروع قانون مجلس النواب وأعاد صياغته بالكامل لتضمين الحماية مثل اشتراط أن تحمل جميع عملات نيو روشيل نفس التاريخ وعلامة سك وأن تصدر للمنظمة الراعية في دفعات لا تقل عن 5000. وأوصى بأن تتمتع العملات التذكارية المستقبلية بحماية مماثلة. ناقش مجلس الشيوخ مشروع القانون في 27 مارس وهو الخامس في سلسلة من ستة مشاريع قوانين عملات تذكارية ينظر فيها المجلس ومثل غيره من مشاريع القوانين عدل مشروع قانون نيو روشيل وأقر دون مناقشة أو معارضة.
وبما أن المجلسين أقرا نسختين مختلفتين من مشروع القانون فقد عاد مشروع القانون إلى مجلس النواب. في 17 أبريل 1936 تقدم جون جيه كوشران من ولاية ميسوري بطلب إلى مجلس النواب للموافقة على تعديل مجلس الشيوخ ولكن مع تغيير واحد : أنه بدلاً من إصدار ما لا يقل عن 5000 نسخة في وقت واحد لا يمكن إصدار ما لا يقل عن 25000 نسخة في وقت واحد. وأوضح كوشران لماريون أ. زيونتشيك من ولاية واشنطن أن هذا كان لحماية جامع التحف. وافق مجلس النواب دون مزيد من المناقشة وفي 27 أبريل 1936 بناءً على اقتراح آدامز وافق مجلس الشيوخ أيضًا. وقّع الرئيس فرانكلين د. روزفلت على مشروع القانون ليصبح قانونًا في 5 مايو 1936. وفقًا لتاجر العملات بي ماكس ميل في مجلده الصادر عام 1937 عن العملات التذكارية "بعد زيارتي لمدينة نيو روشيل في مناسبتين أو ثلاث لا أفهم تمامًا سبب تصنيف هذه المدينة لعملة تذكارية... ولكن يبدو أنه يجب أن يكون لديه ولديه بالفعل بعض جامعي العملات النشطين الذين يعرفون على ما يبدو فن شد الخيوط وحصلوا على فاتورة العملة من خلال الكونجرس لإصدار 25000 عملة معدنية ستوزع بمبلغ 2 دولار لكل منها. "

## التحضير
تم تشكيل لجنة العملات التذكارية في نيو روشيل من قبل عمدة نيو روشيل هاري سكوت مع عضوية بيت سكيبتون كرئيس وإرنست إتش واتسون كأمين صندوق وجيري ميلمان كسكرتير.  كانت المساعدة من نصيب إيمي سكيبتون زوجة بيت سكيبتون التي عملت كسكرتيرة تنفيذية. في البداية قامت اللجنة بتعيين لوريلارد وايز لتصميم نصف الدولار. يصور وجه العملة مواطنًا أمريكيًا أصليًا جالسًا بين النباتات وهو يراقب سفينة المستوطنين وهي تبحر قبل شروق الشمس مع تمثيل لشعار النبالة لمدينة نيو روشيل على الوجه الآخر. في 17 يوليو 1936 قامت لجنة الفنون الجميلة المكلفة بموجب أمر تنفيذي صادر عام 1921 من الرئيس وارن جي. هاردينج بإصدار آراء استشارية بشأن الأعمال الفنية العامة بما في ذلك العملات المعدنية بدراسة التصميم وأثارت العديد من المخاوف بما في ذلك ما إذا كان الرجل المصور يعتمد على عضو في قبيلة محلية. وفي رسالة مؤرخة في 20 يوليو/تموز إلى مساعدة مدير دار سك العملة ماري م. أوريلي اقترحت اللجنة إعادة تصميم الوجه بالكامل. قدم وايز نماذج جديدة في 17 أغسطس وقاموا بالموافقة عليها من قبل سي أف أيه في 6 سبتمبر. وفي الوقت نفسه كانت لجنة العملات تتلقى العديد من الطلبات وأصبح بعض المشترين المحتملين يشعرون بعدم الصبر.
وأعاد أعضاء اتحاد كرة القدم النظر في الأمر على الفور تقريبًا. كان النحات لي لوري يعتقد أن التصميم هو أفضل ما يمكن أن يقدمه وايز ونظراً لقلة النحاتين الذين اعتقد أنهم قادرون على القيام بهذا العمل فقد كان يميل إلى السماح بطرح هذه القضية. لم يوافق يوجين سافاج وجيلمور كلارك وهما أيضًا عضوان وبعد رفض تعديل التصميم في 23 أكتوبر طلبت سي أف أيه من لجنة نيو روشيل تعيين نحات جديد. بحلول منتصف شهر نوفمبر رأى آل سكيبتون مثالاً على نصف دولار ألباني تشارتر الذي صممه جيرترود ك. لاثروب الذي عين ليحل محل وايز والذي قضى ساعات عديدة في نيو روشيل يدرس المناظر المحلية. كان ظهور لاثروب في نيو روشيل بمثابة مفاجأة بالنسبة لبيت وأيمي سكيبتون اللذين عرفاها باسم جي كي لاثروب وافترضا أنها رجل. بعد عدة اجتماعات بين لاثروب وبيت سكيبتون قرر كلاهما استخدام العجل المسمن للوجه الأمامي وزهرة الزنبق وهي عنصر من عناصر درع نيو روشيل للوجه الخلفي.
استغرق الأمر بعض الوقت من سي أف أيه لاتخاذ القرار على ما يبدو تحت الانطباع بأن شعار النبالة القديم لا يزال قيد الاستخدام. عرفت لاثروب الرئيس روزفلت منذ أيامه حاكماً لنيويورك وذهبت إلى واشنطن للضغط من أجل تصميماتها وعند عودتها صرحت بأن سي أف أيه ستوافق على وجه العجل وأن كلا الوجهين مقبولان. بعد المناقشة أكدت لجنة العملات دعمها لتصميم زهرة الزنبق. في 18 فبراير 1937 وافقت سي أف أيه على كلا التصميمين بموافقة عضو النحات الجديد بول مانشيب. وقد نقلت موافقتها إلى مديرة دار سك العملة نيلي تايلو روس في اليوم التالي. في الثاني عشر من مارس تلقت وزارة الخزانة 300 دولار لدفع ثمن قوالب سك العملة للإصدار (بموجب القانون مسؤولية اللجنة الراعية) وفي أوائل أبريل تلقت 12500 دولار لدفع نصف الدولار مقدمًا.

## التصميم
عملة جميلة، بيضاء كالفضّة
لم يحلم الهوغونوتيون في رحلتهم
بمدينة وجدوها كمدينة نيو روشيل
حيث يسكن أناس من جميع المعتقدات في وئام.
على ظهرها تحمل زهرة زنبق فرنسا
بينما على وجهها الآخر يرقص "العجل السمين"
واللورد بيل في زيّ يليق باليوم
يستقبله "مُطلق سراحه" - هكذا تقول سجلاتنا.
شمالاً، جنوباً، شرقاً وغرباً، يا عملة صغيرة، لقد انطلقت
مع قصة نيو روشيل عن أبطال رحلوا منذ زمن
لم يخشوا المصاعب بل ناضلوا بعناد
من أجل الإيمان الذي أحبوه والحرية التي سعوا إليها.
يا إلهي، يا عملة صغيرة، أن تعيش هذه القصة التي رُويت هكذا إلى الأبد وأن تتشكل شخصيتها
بصورة حيث الجمال والإيمان والأمل والحقيقة والحب
وفوقنا يرفرف السلام الجميل كالحمامة.
ويظهر على الوجه الآخر عجل مسمن مربوط وممسك به رجل يرتدي ملابس أنيقة من المفترض أنه جون بيل. درس لاثروب اللوحات التي كانت بحوزة أحفاد بيل لتحقيق التشابه. كان نموذج العجل يعيش في مزرعة كينوود في ألباني نيويورك المملوكة لباركر كورنينج عضو الكونجرس من نيويورك وكان عجلًا أصيلًا من نوع غيرنسي قاموا بإقراضه للنحات. صرحت لاثروب أن العجل كان متمردًا بعض الشيء في البداية لكنه اعتاد على وجودها لدرجة أنه كان يقبلها على أنفها عندما يُسمح له بذلك. كان النحات يهدف من خلال تصميم العجل إلى إضافة لمسة من الفكاهة مع الحفاظ على الكرامة والجمال.
مرتبة في أقواس حول محيط الوجه هي الأساطير" نيو•روشيل•نيو•يورك "و"استقر•1688•إنكوربوريتد•1899". تظهر الأحرف الأولى للفنان" غكل " على يمين الأرجل الأمامية للعجل. عكس نصف الدولار يصور أ فلور دي ليس عنصر موجود داخل شعار النبالة للمدينة واستعار من أحضان لاروشيل فرنسا. مرتبة في أقواس حول المحيط هي النقوش القانونية" الولايات المتحدة•من•أمريكا ، ه•بلوريبوس•أونوم ، ليبرتي "و"في•الله• نحن•نثق". يظهر تاريخ 1938 والقيمة" نصف•دولار " في الأسفل في سطرين. نصف دولار روشيل الجديد هو آخر عملة أمريكية تمتلكها الأسنان على طول الحافة وهي ميزة تخلص منها سابقا على العملة المتداولة. كان أيضا آخر تصميم تذكاري جديد تصدمه الولايات المتحدة حتى عام 1946.
كتب فرانك دافيلد محرر مجلة "ذا نوميسماتيست " وقت صدور العدد : "مرة أخرى أحرزت الآنسة جيرترود ك. لاثروب من ألباني نجاحًا كبيرًا بتصميماتها لنصف دولار نيو روشيل. وتعتبر عملة ألباني التي صممتها أيضًا من أكثر العملات جاذبية في السلسلة التذكارية بأكملها حسب رأي العديد من هواة جمع العملات". أشاد عالم العملات ستيوارت موشر في عمله على العملات التذكارية عام 1940 بعملة نيو روشيل قائلاً إن لاثروب "أحدث فيها تأثيرًا رائعًا. صُنع العجل من الطبيعة وأُعيد إنتاج الزي الاستعماري لشخصية اللورد بيل بدقة وفقًا لأسلوب تلك الفترة. من بين المعوقات التي تواجه كل فنان يحاول تصميم عملة لحكومة الولايات المتحدة كثرة الأساطير التي يجب استخدامها للامتثال لقوانين سك العملة لدينا. في هذه الحالة رتبها الفنان بطريقة منظمة على الوجه الآخر متجنبًا بذلك التأثير الضيق الذي غالبًا ما نجده على عملاتنا عندما يحاول المصمم حشر أفكار كثيرة في مساحة صغيرة."
وصف مؤرخ الفن كورنيليوس فيرمول في مجلده عن العملات والميداليات الأمريكية نصف دولار نيو روشيل بأنه "عملة بسيطة وجريئة وعديمة الذوق تمامًا". وكتب أن "خبراء التجميل الذين يطالبون بالولاء للبقر يمكنهم أن يطمئنوا إلى حقيقة" أن نموذج العجل جاء من مزرعة عضو الكونجرس كورنينج. صرح فيرمول قائلاً : "ليس من المستغرب أن الرئيس فرانكلين روزفلت عند رؤيته عملة كهذه حثّ على وقف إصدارها. والأمر الأكثر إثارة للقلق هو أن التحيز المتراكم ضد عملات نصف الدولار التذكارية" أدى إلى عدم إصدار أي منها بعد خمسة وعشرين عامًا بمناسبة الذكرى المئوية للحرب الأهلية مع "البراعة الفنية في سك العملات الأمريكية" التي قدمتها "العجول المسمنة"

## التوزيع والتحصيل
في أبريل 1937 سكت مجموعه 25015 نصف دولار من عملة نيو روشيل في دار سك العملة في فيلادلفيا وحجز 15 قطعة للفحص والاختبار في اجتماع لجنة التحليل السنوي لعام 1938. وبما أن مكتب سك العملة اعتبر أنه من غير المرغوب فيه تسليم العملات المعدنية إلى نادي مقاطعة ويستشستر للعملات المعدنية فقد قاموا بإرسالها بدلاً من ذلك إلى البنك الوطني الأول في نيو روشيل حيث وصلت في 16 أبريل 1937. زارت لثروب وقالت إنها سعيدة بنصف الدولارات الجديدة. في البنك علج العديد من الطلبات البريدية بواسطة عائلة سكيبتون وآخرين وكان البنك يوفر أيضًا نافذة للسكان المحليين الراغبين في شراء بعض العملات المعدنية. بيعت من خلال البنوك المحلية وعن طريق البريد بسعر 2 دولار لكل منها بالإضافة إلى رسوم البريد والتأمين على العملات المعدنية المرسلة عبر البريد.  قدمت العملة المعدنية الأولى التي ضربت إلى رئيس البلدية سكوت والثانية إلى رئيس نادي مقاطعة ويستشستر للعملات المعدنية. استجابت لجنة العملات المعدنية للطلبات المقدمة من جميع الولايات الـ 48 وبورتوريكو وإقليم هاواي ومنطقة القناة وكندا ونيوزيلندا وجزر الهند الشرقية الهولندية. بحلول عام 1937 انهار سوق العملات التذكارية بسبب كثرة الإصدارات المختلفة وتوقفت المبيعات بعد بيع ما يزيد قليلاً عن نصف العملات المعدنية. اشترى أعضاء نادي العملات عدة مئات من العينات بالقيمة الاسمية وأرجع 9749 نصف دولار إلى دار سك العملة في فيلادلفيا في منتصف عام 1938 لاستردادها وصهرها. وقد ترك هذا إجمالي 15266 عملة معدنية باقية بما في ذلك قطع التحليل. استخدمت الأرباح الناتجة عن البيع للمساعدة في تمويل احتفالات المدينة بالذكرى السنوية الـ 250 في يونيو 1938.
سكت خمسين قطعة نقدية في حالة إثبات على ألواح مصقولة ووضع كل منها في صندوق مع ميدالية فضية و قدمت لكبار الشخصيات وأعضاء لجنة العملات وأعضاء مختارين من نادي مقاطعة ويستشستر للعملات. تم سك قطعة واحدة على الأقل في نسخة غير لامعة لصالح كبير النقاشين في دار سك العملة جون ر. سينوك.
بحلول عام 1940 كان سعر نصف الدولار في نيو روشيل 1.75 دولار ووصل إلى 6 دولارات بحلول عام 1950. بحلول عام 1970 كان سعر السوق 67 دولارًا وبحلول عام 1985 وصل إلى 500 دولار. تُدرج الطبعة الفاخرة من كتاب دليل أر أس يومان للعملات المعدنية للولايات المتحدة الذي نُشر في عام 2018 القطعة بسعر يتراوح بين 310 و425 دولارًا اعتمادًا على الحالة. بيعت عينة استثنائية بمبلغ 3593 دولارًا في عام 2006.
لقد أصبح الشرط الذي يقتضي تقديم عجل مسمن لأسرة بيل باطلاً بعد الثورة الأمريكية حيث لم يعد حق ملكية الأرض عرضة للمصادرة وقد قدم هذا العرض من وقت لآخر منذ ذلك الحين على سبيل المثال في الذكرى السنوية الـ 250 للاستيطان في عام 1938 والذكرى السنوية الـ 300 في عام 1988. وفي المناسبة الأخيرة كان من بين الممثلين عن عائلة بيل كلايبورن بيل عضو مجلس الشيوخ الأمريكي عن ولاية رود آيلاند. رفض العجل التعاون مع الأحداث واستغرق الأمر أربعة رجال لسحبه إلى المسرح قبل السماح له بالعودة إلى مسكنه في مزرعة في جرانيت سبرينجز أما لحم البقر المشوي الذي قدم في الغداء الذي تلا ذلك فقد جاء من مصدر أقل حظًا. لو قاموا بشراء عجل بدلاً من استعارته للاحتفال لكان قد كلف حوالي 1000 دولار للهدية المقدمة إلى ويليام رودمان بيل الثاني "المطالب السادس عشر بالسيادة وقصر بيلهام" والذي لم يكن ليتمكن من أخذه إلى المنزل حيث منعت القوانين المحلية تربية الماشية.